# 4397 Jalopez
4397 Jalopez је астероид главног астероидног појаса са средњом удаљеношћу од Сунца која износи 2,311 астрономских јединица (АЈ).
Апсолутна магнитуда астероида је 13,7.